# Malachy Postlethwayt

Universal Dictionary of Trade and Commerce

Malachy Postlethwayt (* 5. Mai 1707 in Middlesex; † 13. September 1767) war ein britischer Ökonom.

## Leben und Werk
Postlethwayt wurde 1707 als ältester Sohn von John Postlethwayt (1671–1729) und älterer Bruder von James Postlethwayt (1711–1761) geboren. Am 9. Dezember 1721 wurde Postlethwayt Schüler von Charles Snell. 1732 begann er als ein Schreiber und Publizist für die englische Regierung unter Robert Walpole zu arbeiten, für den er laut eigenen Aussagen 12 Jahre lang arbeitete. Von 1743 bis 1746 begann er eine Arbeit für die Royal African Company. Seine erste bedeutende Publikation, The African Trade, the Great Pillar and Supporter of the British Plantation Trade in America, erschien 1745.
Postlethways Hauptwerk war das von 1751 bis 1755 Universal Dictionary of Trade and Commerce, eine detaillierte Enzyklopädie der europäischen Ökonomie. Es basierte auf das Dictionnaire universel de commerce von den Brüdern Jacques Savary des Bruslons und Louis-Philémon Savary, doch erweiterte er es um mehrere Artikel über solche Themen wie Technik und kommerzielle Praktiken wie Banken. Auch erläuterte er, was diese Informationen für die anglophone Welt bedeuteten. Es war einer der wichtigsten Beschreibungen der europäischen Ökonomie und besaß einen großen Einfluss auf Persönlichkeiten wie die der Amerikanischen Revolution. Seine letzten wichtigen Werke waren Britain’s Commercial Interests Explained Improv’d und Great Britain’s True System, die beide 1757 veröffentlicht wurden.
Er starb plötzlich und verarmt am 13. September 1767.

## Veröffentlichungen (Auswahl)
- The African Trade, the Great Pillar and Supporter of the British Plantation Trade in America 1745
- Universal Dictionary of Trade and Commerce 1751–1755
- Britain’s Commercial Interests Explained Improv’d 1757
- Great Britain’s True System 1757